# En los 90
En los 90 (título en inglés: Mid90s) es una película estadounidense de comedia dramática y coming-of-age escrita y dirigida por Jonah Hill, en su debut como director. Fue protagonizada por Sunny Suljic, Lucas Hedges y Katherine Waterston.
La película tuvo su premier mundial en el Festival Internacional de Cine de Toronto el 9 de septiembre de 2018 y fue estrenada en Estados Unidos el 19 de octubre de 2018, por A24.

## Argumento
Ambientada en 1996, Stevie (Sunny Suljic), de 13 años, vive en Palms, Los Ángeles, con su abusivo hermano mayor, Ian (Lucas Hedges), y su madre soltera, Dabney (Katherine Waterston). Un día, Stevie pasa en bicicleta por Motor Avenue Skateshop, admira la camaradería jactanciosa de los patinadores afuera y regresa al día siguiente. De regreso a casa, cambia con su hermano una patineta, la lleva a la tienda y se hace amigo de un joven patinador, Ruben (Gio Galicia), quien le presenta al resto del grupo: Ray (Na-kel Smith), "Fuckshit" (Olan Prenatt) y "Fourth Grade" (Ryder McLaughlin). Aunque es un patinador sin experiencia, Stevie se siente atraído por el grupo y aspira a imitar su comportamiento temerario y sus actitudes antisociales. Stevie es apodado "Sunburn" por Ray durante una conversación, y su aceptación en el grupo hace que Ruben se sienta resentido con él.
Cuando intenta un truco con su skate, para sorprender a los demás, Stevie se cae y sufre una lesión en la cabeza. Dabney se preocupa por su imprudencia y sus nuevos amigos. Stevie comienza a agradar más al grupo lo que provoca que le regalen un nuevo skate, que genera la envidia de Ruben. Ian tiene un breve enfrentamiento con "Fuckshit" mientras Stevie observa, pero parece intimidado por el grupo y se va antes de comenzar una pelea. Stevie comienza a fumar, beber y experimentar con la marihuana. En una fiesta, tiene su primera experiencia sexual con una chica llamada Estee (Alexa Demie).
Después de que Stevie llega a casa ebrio, él e Ian se pelean violentamente. Ian tiene un colapso emocional cuando Stevie le dice que no tiene amigos y, después del conflicto, un angustiado Stevie intenta asfixiarse con el cable de un joystick de Super Nintendo, uno de varios incidentes de autolesión. Al día siguiente, Dabney prohíbe a Stevie salir con los chicos, pero este se niega a obedecer. Después de haber alejado a su madre y su hermano, Stevie se sienta solo detrás de la tienda de skate. Ray consuela a Stevie, diciéndole que aunque él piense que su vida es mala, siempre hay alguien peor: "Fourth Grade" es pobre hasta el punto de no poder pagar sus calcetines, la mamá de Ruben es una drogadicta abusiva, "Fuckshit" ha perdido el rumbo y está cada vez peor, y Ray perdió a su hermano menor, atropellado por un automóvil hace tres años. Luego, Ray lleva a Stevie a patinar por la noche y se quedan dormidos en el Palacio de Justicia de Santa Mónica.
Los chicos organizan una fiesta en la parte trasera de la tienda. Ray espera hacer una carrera en el patinaje y habla con dos profesionales como posibles patrocinadores. "Fuckshit", que está borracho y drogado, intenta sabotear las posibilidades de Ray avergonzándolo frente a los profesionales. Stevie, que ha estado bebiendo mucho, tiene una pelea con Ruben. Desanimado por el comportamiento de sus amigos, Ray les dice a todos que se vayan a casa. Sin embargo, "Fuckshit" insiste en llevar al grupo a otra fiesta. Después de convencerlos, Ray acepta a regañadientes, y el grupo se dirige a la fiesta, con Stevie sentado en la parte delantera. Nadie parece feliz, excepto "Fuckshit", cuyo juicio se ha visto afectado por las drogas y el alcohol. Hablando animadamente y conduciendo sin prestar atención, "Fuckshit" choca y vuelca el auto. Stevie queda inconsciente y es trasladado de urgencia al hospital.
Más tarde, Stevie se despierta en una cama de hospital y ve a Ian en una silla junto a él. Ian le da a Stevie un recipiente con jugo de naranja para consolar a su hermano pequeño. Dabney entra al hospital y ve a los amigos de Stevie, dormidos en la sala de espera. Conmovido por el hecho de que están allí para Stevie, Dabney los anima a visitar la habitación de Stevie. Parecen dispuestos a reconciliarse después de los eventos de la noche anterior. "Fourth Grade", que ha estado filmando sus aventuras a lo largo de la película, dice que tiene algo que mostrarles. Conecta su cámara a un televisor para reproducir un video editado de sus actividades diarias. "Fourth Grade" ha titulado la película "mid90s".

## Reparto
- Sunny Suljic como Stevie
- Lucas Hedges como Ian
- Gio Galicia como Ruben
- Na-kel Smith como Ray
- Olan Prenatt como Fuckshit
- Ryder McLaughlin como Fourth Grade
- Alexa Demie como Estee
- Katherine Waterston como Dabney
- Jerrod Carmichael como Guardia de Seguridad

## Producción
El 30 de marzo de 2016, se anunció que Jonah Hill haría su debut como director desde su propio guion, Mid90s, una película en la que él no aparecería. En agosto de 2016, promocionando otra película, Hill comentó que la producción principal comenzaría en febrero de 2017. 
En marzo de 2017, Lucas Hedges se unió al reparto. En julio de 2017, se anunció que Katherine Waterston se había sumado a la cinta y que Sunny Suljic interpretaría el papel protagonista. También se reveló que la producción principal ya había comenzado. El 1 de agosto de 2017, Alexa Demie se unió al reparto.

## Estreno
Mid90s tuvo su premier mundial en el Festival Internacional de Cine de Toronto el 9 de septiembre de 2018. También se proyectó en el Festival de Cine de Nueva York el 7 de octubre de 2018. Fue estrenada el 19 de octubre de 2018.

## Recepción
Mid90s ha recibido reseñas positivas de parte de la crítica y de la audiencia. En Rotten Tomatoes, la película posee una aprobación de 77%, basada en 130 reseñas, con una calificación de 6.9/10, mientras que de parte de la audiencia tiene una aprobación de 85%, basada en 877 votos, con una calificación de 4.1/5.
Metacritic le ha dado a la película una puntuación de 66 de 100, basada en 37 reseñas, indicando "reseñas generalmente favorables". En el sitio IMDb los usuarios le han dado una calificación de 7.8/10, sobre la base de 2358 votos.